# Marvin Gaye Live!
Marvin Gaye Live! is het tweede live-album van de Amerikaanse soulzanger  Marvin Gaye. Het werd op 19 juni 1974 uitgebracht op Tamla Records, het sublabel van Motown en haalde de 8e plaats in de Amerikaanse albumlijst.

## Achtergrond
Na de ineenstorting (1967) en het uiteindelijke overlijden (1970) van zijn duetpartner Tammi Terrell wilde Gaye niet meer optreden; uitzonderingen daargelaten zoals in 1972 toen hij op 1 mei in zijn geboorteplaats Washington DC werd gehuldigd en in september de hoofdact was op het gefilmde benefietconcert voor Save the Children. Geldproblemen, maar ook het succes van Let's Get It On, deden hem besluiten om toch weer op tournee te gaan. De zanger had echter podiumangst opgelopen en verzette het openingsconcert naar 4 januari 1974; voor een 14,000-koppig publiek bracht hij een nieuw nummer ten gehore (Jan) over zijn dan nog geheime liefde Janis Hunter met wie hij twee kinderen kreeg en drie jaar later in het huwelijk trad. Verder veel werk van What's Going On, Trouble Man en Let's Get It On. De hits uit de jaren 60 werden aaneengeregen tot een opgevoerde Fossil Medley. Distant Lover verscheen als single.